# 哈罗德 (南达科他州)
哈罗德（英語：Harrold），是美国南达科他州下属的一座城市。根据2010年美国人口普查，该市有人口126人。论人口在本州排行第216。